# Hästnoscichlid
Hästnoscichlid (Eretmodus cyanostictus) är en fiskart som beskrevs av Boulenger, 1898. Hästnoscichlid ingår i släktet Eretmodus och familjen Cichlidae. IUCN kategoriserar arten globalt som nära hotad. Inga underarter finns listade i Catalogue of Life.